# Henri Heydendael
Henri Hubert Willem Mathieu Heydendael (Heer, 24 juni 1906 – Beek-Ubbergen, 17 augustus 1994) was een Nederlands componist, pianist, organist, dirigent en muziekpedagoog.
Hij was zoon van organist Henri Joseph Hubert Heydendael en Francisca Cornelia Hubertina Schrijnemaekers. Hij was getrouwd met Fie(ke) Dassen. Hij stierf na een lang ziekbed. Hij werd begraven aan op Begraafplaats Imstenraderweg, Heerlen. Hij was Officier d’Academie Française en ridder in de Orde van Oranje-Nassau.
Hij kreeg zijn opleiding aan de conservatoria van Maastricht, Luik (prix de virtuosité) en Keulen (dirigeren bij Hermann Abendroth en compositieleer bij Phillip Jarnach). Hij ging aan de slag als directeur-organist van de Onze-Lieve-Vrouwebasiliek (1926-1951) in Maastricht. Hij was tussen 1951 en 1971 directeur van de Muziekschool Heerlen en gaf les aan het conservatorium in Maastricht. Ondertussen gaf hij uitvoeringen van achter de piano, waarbij zijn vertolkingen van muziek van Claude Debussy positief opvielen.
Hij schreef voornamelijk moderne getinte kerkmuziek, die hij dan ook met zijn "eigen" koren kon uitvoeren. Hij was langere tijd dirigent van het internationaal bekende Koninklijk Heerlens Mannenkoor Pancratius (vanaf 1936) en in naam van 1937 tot 1943 Koninklijke Zangvereniging Mastreechter Staar. In 1937 was namelijk het eerste concert onder zijn leiding, maar in 1939 vond de mobilisatie in verband met de dreiging van de Tweede Wereldoorlog plaats waardoor een groot deel van het koor, enkele bestuursleden en ook de dirigent onder de wapenen moesten. Toen Maastricht in 1944 bevrijd werd, was Heydendael niet beschikbaar voor de functie. Hij is zowel als componist als dirigent op geluidsdragers vastgelegd.
- International Standard Name Identifier: 0000 0000 3429 8328
- Library of Congress Control Number: n97101502
- Nationale Bibliotheek van Letland: 000117012
- Virtual International Authority File: 70682059
- WorldCat: E39PBJkp9cGYQT93YCTjpTyyBP